# Гурлянд, Илья Яковлевич
Илья́ Я́ковлевич Гу́рлянд (17 (29) июля 1868, Бердичев — 1921, Париж) — русский государственный деятель, историк, писатель, публицист, поэт, драматург и редактор. Действительный статский советник. По образованию юрист, доктор полицейского права, профессор Демидовского юридического лицея в Ярославле. В начале своей карьеры публиковался под псевдонимами Арсений Гурлянд, Арсений Г. и Арсений Гуров, в 1906—1912 годах также под псевдонимом Н. П. Васильев.
В период с 1904 и по 1917 годы служил в министерстве внутренних дел, в 1906—1911 годах — один из близких сотрудников П. А. Столыпина, был членом Совета при министре внутренних дел. В 1907—1917 годах был редактором частной газеты «Россия», которая однако, по свидетельствам С. Ю. Витте и П. А. Столыпина, тайно финансировалась правительством.

## Биография
Родился в Бердичеве в 1868 году в интеллигентной и религиозной еврейской семье. Его отец — Яков Ильич Гурлянд (родом из города Клецка Минской губернии) — был выпускником виленского раввинского училища, после окончания которого на протяжении десяти лет служил казённым раввином в удалённом местечке Полтавской губернии, затем в самой Полтаве, а с середины 1870-х годов — нотариусом в Харькове. Яков Ильич Гурлянд был удостоен звания почётного гражданина, написал ряд трудов по юриспруденции и истории философской мысли. Брат отца — Иона Хаим (Иона Ильич) Гурлянд (1843—1890), выпускник Петербургского университета (1863), был учёным-гебраистом и известным специалистом по еврейской истории и литературе, автор ряда трудов на русском языке, иврите и идише, в том числе семитомной «Истории преследований евреев»; в 1888—1890 годах служил городовым раввином в Одессе. Мать — Бабета Абрамовна (Бальбина Яковлевна) Гурлянд (урождённая Бейла Яковлевна Маленберг, 1848 — 23 октября 1903, Одесса), почётная гражданка.
Илья Гурлянд учился в гимназиях в Вильне, Харькове и Одессе, окончил Демидовский юридический лицей в Ярославле с золотой медалью за тезис по римскому праву «Римский юрист Гай и его труды» (1891) и был оставлен при лицее для чтения лекций по торговому и административному праву — с 1894 года в звании приват-доцента, а с 1901 года — профессора административного права. В 1893 году он успешно сдал экзамен на звание магистра полицейского права, в 1898 году опубликовал свой первый юридический трактат «Идея патроната как идея внутреннего управления», в 1900 году защитил диссертацию «О ямской гоньбе в московском государстве» (XVII века) при Киевском университете, в 1902 году — докторскую диссертацию, озаглавленную «Приказ великого государя тайных дел» (опубликована отдельной книгой в том же году).
Печататься начал будучи гимназистом в 1884 году как фельетонист в сатирических изданиях «Пчела», «Будильник», а также различных одесских газетах под псевдонимами Арсений Г., Арсений Гурлянд и Арсений Гуров. Получил известность как литератор сотрудничая в газете «Новости дня», издаваемой А. Я. Липскеровым, где печатал либеральные фельетоны и повести под псевдонимом Арсений Гуров. На протяжении многих лет выступал с литературными и театральными рецензиями в «Новостях дня», «Одесских новостях», «Петербургской газете», в журнале «Театр и искусство» и других периодических изданиях. В 1889 году Гурлянд в Ялте познакомился с А. П. Чеховым, с одобрения которого опубликовал несколько комедий, поставленных в том же году в Малом театре. В последующие годы вышли повести Гурлянда «Каприз», «Карьера», «Особый мир», «На пороге», литературоведческая книга «Характерные черты поэзии К. Р.» (о поэзии великого князя Константина Константиновича), многочисленные фельетоны, посвящённые нравам московской интеллигенции. Приблизительно в то же время Гурлянд принял православие и женился на Наталии Валериановне, восьми лет младше его.
С 1901 года под покровительством ярославского губернатора Б. В. Штюрмера, чьим литературным редактором служил Гурлянд (автором речей), началась его бюрократическая карьера, сначала в качестве советника Министерства просвещения и Министерства внутренних дел в Ярославле. В 1904 году, после назначения Б. В. Штюрмера директором департамента общих дел Министерства внутренних дел, И. Я. Гурлянд оставил пост профессора в Демидовском лицее и поступил на государственную службу чиновником особых поручений при Министерстве внутренних дел в Санкт-Петербурге. Начиная с апреля 1906 года был одним из ближайших сотрудников П. А. Столыпина, членом Совета министра внутренних дел, а с 1907 года одновременно возглавлял проправительственную газету «Россия». Участвовал в разработке ряда законопроектов, был одним из авторов проекта булыгинской государственной реформы. С 1909 года — действительный статский советник.
В 1906—1912 годах под псевдонимом «Н. П. Васильев» по заказу П. А. Столыпина Гурлянд издал серию консервативных брошюр памфлетического характера — «Правда о кадетах» (1906, второе издание 1912), «Что такое трудовики?», «Вторая Дума» (1907), «Оппозиция» (1910), направленных против Партии народной свободы, в которых он среди прочего озвучивал и неприкрыто антисемитские идеи. Авторство этих памфлетов было показано лишь много десятилетий спустя на основе сохранившихся архивных материалов. Под собственным же именем Гурлянд помимо публицистических материалов в газете «Россия» опубликовал ряд трудов исторического характера (К вопросу об участии Г. Ф. Миллера в «Древней Вивлиофике», памятные книги, «Новгородские ямские книги 1586—1631 гг.» и другие). Опубликованные Гурляндом статьи позволяют предположить, что он был противником предложенной (но неосуществлённой) Столыпиным реформы, направленной на облегчение положения евреев в России. Гурлянду же, как редактору газеты «Россия», Столыпин поручил организовать кампанию в прессе, направленную против университетской профессуры с целью поддержки правительственного давления на университеты.
После убийства Столыпина в 1911 году Гурлянд ушёл с государственной службы, но осенью 1915 года был назначен директором Бюро печати. В январе 1916 года, когда покровительствовавший ему Б. В. Штюрмер стал премьер-министром, Гурлянд встал во главе всей имперской информационной службы, был назначен директором Петроградского телеграфного агентства и, по свидетельству управляющего Советом министров И. Н. Лодыженского и помощника министра внутренних дел С. П. Белецкого, стал правой рукой и главным советником Штюрмера. После февральской революции эмигрировал из России, поселился в Париже и отошёл от политической деятельности. В 1921 году опубликовал большую поэму «На кресте», где главным героем вывел еврея Абрама Кона, павшего в противостоянии с большевиками.
Начиная с конца 1980-х годов Вадимом Кожиновым были предприняты попытки представить обыкновенно связываемое с ультраправыми и националистическими элементами черносотенное движение в новом свете, продемонстрировав активное участие в нём представителей интеллигенции и евреев. В качестве последних Кожиновым привлекались имена В. А. Грингмута и И. Я. Гурлянда. В. А. Грингмут, активист черносотенного движения немецко-славянского происхождения, был ошибочно идентифицирован В. Кожиновым как еврей, что было позднее признано самим автором. Что касается И. Я. Гурлянда, то несмотря на правоконсервативную и официозную направленность его публикаций после 1906 года (в 1906—1912 годах под псевдонимом Н. П. Васильев) и дружественные отношения с В. М. Пуришкевичем, в черносотенной организации Гурлянд никогда не состоял. Более того, в 1908—1911 годах в период совместной работы с П. A. Столыпиным Гурлянд подвергся нападкам в центральной черносотенной газете «Русское знамя», где, например, в 1908 году в передовице «Гг. государственные журналисты» именовался не иначе как «внезапно возвысившийся юркий еврейчик Гурлянд». Ошибочной оказалась и идентификация Кожиновым отца И. Я. Гурлянда «главным раввином Полтавской губернии» (то есть в несуществовавшей в Российской империи должности главного губернского раввина).

## Семья
- Младшие братья — Александр Яковлевич Гурлянд, адвокат, присяжный поверенный округа Петербургской судебной палаты, также принял православие, автор книги «Герман Коген и его философское обоснование еврейства» (Петроград: Типография Л. Я. Гинзбурга, 1915. — 109 с.); Михаил Яковлевич Гурлянд (12 ноября 1879, Вильна — ?)[26], студент Новороссийского университета, выпускник Санкт-Петербургского университета, автор книги «Дума народного гнева» (избранные места из речей, произнесённых в Первой русской Думе). СПб: Тип. «Освобождение», 1907. — 143 с.[27][28].
- Сестра — Жозефина Яковлевна Гурлянд, жила в Одессе, оставалась иудейского вероисповедания. Сестра Елизавета (10 февраля 1875, Харьков — ?)[29].
- Двоюродный брат — Яков Ионович Гурлянд, российский востоковед, археолог и публицист, публиковался под псевдонимами Восточник и Эмир Гулжаков.
- Жена — Наталия Валериановна Маркова (урождённая Секерина, 1877—1962)[30].

## Публикации И. Я. Гурлянда
- Римский юрист Гай и его сочинения. — Ярославль: Типолитография М. Х. Фальк, 1894. — 161 с.
- Каприз: повесть (под псевдонимом Арсений Г.). Второе издание. — М.: Изд. Д. П. Ефимова, 1895. — 247 с.
- Карьера: повесть (под псевдонимом Арсений Г.). — М.: Типо-литография товарищества И. Н. Кушнеров и К, 1896. — 241 с.
- Особый мир: Повесть (под псевдонимом Арсений Г.). — М.: Товарищество И. Д. Сытина, 1897. — 224 с.
- Идея патроната как идея внутреннего управления. — Ярославль: Типо-лит. Э. Г. Фальк, 1898. — 261 с.[31].
- Новгородские ямские книги 1586—1631 гг. — Ярославль: Типография губернского правления, 1900. — 362 с.
- Ямская гоньба в Московском государстве до конца XVII века. — Ярославль: Тип. Губ. Правления, 1900. — 339 с.
- Характерные черты поэзии K. P. — Ярославль, 1900. — 11 с.
- К вопросу об источнике и времени происхождения ямской гоньбы в древней Руси: Речь, произнесённая 30 августа 1899 г. на акте Демидовского юридического лицея. — Ярославль: Типография губернского правления, 1900. — 25 с.
- Роспись, какие города в каком приказе ведомы: материалы по истории приказов XVII века. — Ярославль: Типография губернского правления, 1901.
- Акты города Романова-Борисоглебска 1627—1690 гг. — Ярославль: Типография губернского правления, 1901. — 37 с.
- Акты Романовской ямской слободы 1587—1707 гг. — Ярославль: Типография губернского правления, 1901. — 45 с.
- Приказ великого государя тайных дел. — Ярославль: Типография губернского правления, 1902. — 390 с.[32]
- Иван Гебдон, коммиссариус и резидент: Материалы по истории администрации московского государства второй половины XVII века. — Ярославль: Типография губернского правления, 1903. — 91 с.
- Можжевеловая повинность: материалы по истории администрации Московского государства второй половины XVII века. — Ярославль: Типография губернского правления, 1903.
- Приказ сыскных дел. — Киев: Типография С. В. Кульженко, 1903. — 23 с.
- Романовские мурзы и их служилые татары. — Тверь: Типография губернского правления, 1904. — 23 с.
- Оппозиция (под псевдонимом Н. П. Васильев). — СПб.: Типография «Мирный труд», 1910. — 138 с.
- Памятная книга С-Пб губернии. — Петроград, 1915.
- Памятная книга Виленской губернии. — Петроград:, 1915.
- Памятная книга Тверской губернии. — М., 1916.
- Повесть в стихах «На кресте». — Париж, 1921. — 175 с.[33]

### Публикации под псевдонимом Н. П. Васильев
- Правда о кадетах (скан низкого качества).

## Комментраии
1. ↑  Цитата: «Вся Россия отлично знает, что газета „Россия“ есть правительственный орган, содержащийся за счет правительства, секретных фондов и доходов „Правительственного вестника“, имеющего большие доходы вследствие массы обязательных объявлений»[5].
2. ↑  Цитата: «Деньги, ассигнованные на газету „Россия“, издаваемую при минимальной подписной цене 4 рубля в год, дали возможность широкого распространения посредством даровой рассылки». Из доклада П. А. Столыпина царю в 1908 году[6].